# Rhamphomyia weedii
Rhamphomyia weedii är en tvåvingeart som först beskrevs av Daniel William Coquillett 1895.  Rhamphomyia weedii ingår i släktet Rhamphomyia och familjen dansflugor.
Artens utbredningsområde är Mississippi. Inga underarter finns listade i Catalogue of Life.